# الستری و بورهاموود
latitudeالستری و بورهاموودlongitudeالستری و بورهاموود
الستری و بورهاموود (به انگلیسی: Elstree and Borehamwood) یک بلوک شهری در بریتانیا است که در هرتفوردشر واقع شده‌است.

## خصوصیات
الستری و بورهاموود ۳۷٬۰۶۵ نفر جمعیت دارد.